# Amagat
L'amagat è un'unità pratica della densità di numero. Sebbene possa essere applicato a qualsiasi sostanza in qualsiasi condizione, è definito come il numero di molecole di gas ideali per unità di volume a 1 atm (= 101.325 kPa) e 0 °C (= 273.15 K). Prende il nome da Émile Amagat, a cui è intitolata anche la legge di Amagat. La forma abbreviata di amagat è "amg". È stata utilizzata anche l'abbreviazione "Am".

## Conversione SI
L'unità amg per la densità di numero può essere convertita nell'unità SI mol/ m3 dalla formula:
{\displaystyle 1\,\mathrm {amg} =44.615\,\mathrm {mol{\cdot }m^{-3}} }
Il fattore di conversione (44.615 ...) si chiama "costante di Loschmidt".
La densità di numero di un gas ideale alla pressione p e temperatura T può essere calcolata come
{\displaystyle \eta =\left({\frac {p}{p_{0}}}\right)\left({\frac {T_{0}}{T}}\right)\,{\rm {amg}}}
dove T0 = 273,15 K e p0 = 101,325 kPa.

## Esempio
La densità di numero di un gas ideale (come l'aria) a temperatura ambiente (20 °C) e 1 atm (101.325 kPa) è
{\displaystyle \eta =\left({\frac {1\,{\rm {atm}}}{p_{0}}}\right)\left({\frac {273.15\,{\rm {K}}}{(273.15+20)\,{\rm {K}}}}\right){\rm {amg}}=0.932\,{\rm {amg}}}